# یک به‌علاوه یک میشه یازده
یک به‌علاوه یک میشه یازده (به هندی: Ek Aur Ek Gyarah) فیلمی محصول سال ۲۰۰۳ و به کارگردانی دیوید داوان است. در این فیلم گوویندا، سانجی دات، آمریتا ارورا، جکی شروف، ناندینی سینگ، گلشن گروور، اشیش ویدیارتی، راجپال یاداو، مشتاق خان، هیمانی شیوپوری، تیکو تالسانیا ایفای نقش کرده‌اند.